# Per un paio di dollari
Per un paio di dollari è un singolo del rapper italiano Nitro pubblicato il 25 ottobre 2024.

## Tracce
Testi di Nicola Albera, musiche di Nicolò Pucciarmati, Lorenzo Bassotti, Francesco Turolla.
1. Per un paio di dollari – 3:01